# Niger hadereje
Niger hadereje a szárazföldi erőkből és a légierőből áll.

## Fegyveres erők létszáma
- Aktív: 5300 fő

## Szárazföldi erők
Létszám
5200 fő
Állomány
- 4 páncélos felderítő század
- 7 gyalogos század
- 2 ejtőernyős század
- 1 műszaki század

Felszerelés
- 130 db felderítő harcjármű
- 22 db páncélozott szállító jármű

## Légierő
Létszám
100 fő
Felszerelés
- 5 db szállító repülőgép